# Twixt (film)
Twixt è un film del 2011 scritto, diretto e prodotto da Francis Ford Coppola.

## Trama
Hall Baltimore è uno scrittore di romanzi horror la cui carriera è in declino. Durante il tour promozionale di un suo libro, giunge a Swann Valley, una piccola cittadina della California, e qui lo sceriffo locale, Bobby LaGrange, gli racconta di una serie di omicidi che da anni si perpetrano in quel luogo, che potrebbe essere del materiale perfetto per uno dei suoi romanzi. Sulle prime, Hall non è interessato e si dimostra riottoso, ma lo sceriffo riesce a convincerlo a seguirlo nell’obitorio del dipartimento di polizia locale, per mostrargli una cosa singolare. Ivi, lo sceriffo mostra allo scrittore il cadavere di una ragazza non identificata, uccisa con un paletto di legno conficcato nel cuore, spiegandogli che si tratta dello stesso modus operandi del serial killer menzionato in precedenza, e propone ad Hall di scrivere un libro insieme su questa vicenda.
Pur non essendone particolarmente entusiasta, Hall accetta e inizia a svolgere delle indagini al riguardo, ed esamina le varie aree della città. Tra queste, scopre che in un piccolo albergo, il Chickering Hotel, da anni in disuso, ha persino alloggiato Edgar Allan Poe in persona, nel 1843. Verso la sera, dopo una discussione avuta tramite Skype con la moglie, Hall esce per fare una passeggiata e si addentra in un bosco. Tra gli alberi, Hall scorge una ragazzina in abiti antichi, che si rivolge all'uomo e si presenta come V. Tra i due avviene un dialogo, nel quale V spiega di essere una sua grandissima ammiratrice e di volergli raccontare la sua storia, ma quando i due giungono presso il Chickering Hotel, che adesso appare aperto e in perfette condizioni, la ragazzina si blocca, visibilmente turbata, e scompare. Hall, che si è perso, prosegue verso l'albergo, dove lo accolgono una signora e il suo strampalato collega che gli narrano diversi fatti riguardanti la città, tra i quali il fatto che sotto il suolo della hall del albergo si trova la fossa comune di dodici bambini.
Dopo che la donna viene ferita da V nel tentativo di catturarla, Hall lascia l'albergo e, al rintoccare dell'orologio della città, scorge i fantasmi di diversi bambini che escono dal albergo per andare a giocare. Tra i bambini appare un uomo di mezza età, che, turbato dalla vista di V, esorta i bambini a tornare all'albergo, quindi V fa cenno ad Hall di seguirlo. Viene condotto presso un ponte di legno, sul quale Hall, in procinto di inciampare, viene soccorso dal fantasma dello stesso Edgar Allan Poe, che lo accompagna fuori dal bosco.
Hall si risveglia nel suo alloggio in seguito a una videochiamata inviatagli dalla moglie, che intende vendere un vecchio libro d'epoca caro al marito, contro il suo volere, per far fronte alle loro problematiche economiche, e si convince che la sera precedente ha bevuto troppo e fatto uno strano sogno, quindi torna presso i resti fatiscenti del Chickering Hotel per svolgere ulteriori indagini in merito, dove trova effettivamente il pavimento murato sotto il quale la donna asseriva fossero seppelliti i bambini. Con l'avanzare delle indagini, Hall si ritrova progressivamente in una spirale di situazioni sempre più surreali.

## Distribuzione
Il film è stato presentato al Toronto International Film Festival l'11 settembre 2011 ed è stato proiettato il 3 dicembre 2011 alla chiusura del Torino Film Festival.

## Accoglienza
I giudizi della critica nei riguardi di Twixt sono stati prevalentemente negativi, come evidenzia il sito web aggregatore di recensioni Rotten Tomatoes, dove il film ha una percentuale di gradimento del 33% su 21 critiche e un voto medio di 2.3/5. The Hollywood Reporter, a proposito delle sequenze oniriche presenti in Twixt, commentò che il "giovane Coppola" avrebbe potuto fare di più con queste scene mentre "il [Coppola] di oggi produce solo immagini tiepide e stanche che non guadagnerebbero voti alti in nessuna scuola di cinema."
In contrasto, Le Monde, Variety e Les Cahiers du cinéma recensirono favorevolmente la pellicola, e Variety lodò Twixt definendolo una "sciocchezza sfacciata in modo disarmante, a intermittenza meravigliosa". La rivista francese di critica cinematografica Cahiers du cinéma giudicò Twixt il terzo migliore film del 2012.